# Amata alicia
Espèce
Amata alicia est une espèce de lépidoptères (papillons) de la famille des Erebidae et de la sous-famille des Arctiinae.
- Répartition : du Maroc à l'Afrique du Sud.

Cette espèce ressemble beaucoup à Amata cerbera.
Elle vit sur les caféiers, Bidens pilosa, Cupressus, Dahlia et Manihot glaziovii.

## Sous-espèces
- Amata alicia damarensis (Grünberg, 1910)[3]
- Amata alicia hoggariensis (Alberti & Alberti, 1978)[4].